# Facultad de Geografía e Historia (Universidad de Salamanca)
La Facultad de Geografía e Historia de la Universidad de Salamanca fue inaugurada en mayo de 1991 por el decano Ángel Rodríguez Sánchez, si bien llevaban impartiéndose clases desde el mes de octubre de 1990. Actualmente, la sede de esta Facultad se encuentra ubicada en pleno casco histórico de la ciudad, en la calle Cervantes, antigua arteria de la judería de Salamanca. Se levanta sobre los restos arqueológicos del antiguo Colegio de San Pelayo o de los verdes, integrados en la estructura del moderno edificio.

## Historia del Colegio de San Pelayo
La fundación del histórico Colegio de San Pelayo arranca en el año 1556, promovida por el arzobispo de Sevilla y presidente del Consejo de Castilla Don Fernando Valdés. Sabemos por la documentación de la época que, en 1558, Machín de Sarasola y Domingo Legarrata trabajaban en las labores previas a la construcción, a cuyos trabajos se incorporó posteriormente Pedro de Lanestosa. Al poco tiempo, las obras se vieron obstaculizadas por problemas jurídicos y la activa oposición de otros Colegios universitarios, que a punto estuvieron de trasladar su construcción a la cercana Plaza de San Adrián, no muy lejos de los actuales jardines de Colón.
Bajo la dirección del afamado arquitecto castellano Rodrigo Gil de Hontañón, se rediseña el proyecto y se retoman los trabajos a partir del año 1573. De esta primitiva fábrica se han conservado hasta el presente la fachada que da a la calle Cervantes y la esquina que mira a la calle Rabanal, la capilla, bodegas y detalles de puertas adinteladas, arranques de algunos arcos, escudos y fustes de columnas decorados y una gran chimenea mantenida “in situ”.
Sobre la puerta principal adintelada de la fachada se conserva una escultura de San Pelayo con dos escudos del linaje de los Valdés a ambos lados, conjunto labrado por Martín Rodríguez en 1582. El de la esquina de la calle Rabanal muestra en sus cuatro cuarteles los apellidos del fundador: Salas, Valdés, Llano y Doñapalla, repetidos en el situado sobre la puerta de acceso al salón del Decanato y en el dintel empotrado junto a la escalera en la planta baja. De estos escudos cuartelados se ha tomado el logotipo que figura en impresos y carteles de la Facultad junto al sello de la Universidad.
El diseño del edificio actual sigue la planta y traza general del viejo Colegio manteniendo un patio con pozo en el lugar del antiguo claustro, como se puede observar en el arranque de arco que se conserva junto a la puerta del salón decanal. Dicho claustro constaba de dos plantas, con arcos sobre columnas la inferior y, según se desprende de los datos de las excavaciones arqueológicas, adintelada la superior. Del mismo proceden los fragmentos de fustes de columnas, labrados por el cantero Andrés Sánchez en 1582, colocados hoy en día en el patio, frente a la cafetería, ostentando como única decoración pequeños escudos de los Valdés.
La capilla se halla excepcionalmente bien conservada, salvo la lógica pérdida de enlucido en muros y remates de las bóvedas. En algún momento existió un retablo en el testero, según se desprende de la interrupción de la imposta en el lado de la mesa presidencial de la actual sala de conferencias, en la que se ubica un retrato original de época del patrocinador don Fernando Valdés, procedente del antiguo Colegio Mayor Fonseca. Es de destacar la gran belleza de las bóvedas, de diseño esquemático en sus dos tramos, ajenas al estilo goticista de Gil de Hontañón. Las claves se coronan en escudos con los apellidos del fundador, mientras las secundarias se decoran con bustos de los evangelistas y de los padres de la Iglesia, todas igualmente obra de Martín Rodríguez.
Tras la partida a los pocos años de Gil de Hontañón, las obras continuaron bajo la dirección de Juan de Cariaga, a quien sucedió Pedro Gamboa al poco de la muerte de Hontañón. El edificio debió terminarse poco antes de aprobarse las Constituciones del colegio de San Pelayo por bula de Gregorio XIII en 1584, en las que se aseguraba la capacidad para albergar a 20 colegiales, con preferencia por los procedentes de Asturias (patria chica del fundador).
El antiguo complejo edilicio sufrió directamente los estragos de las batallas en las inmediaciones de Salamanca durante la Guerra de la Independencia y las posteriores desamortizaciones, cayendo en desuso y convirtiéndose en uno de los recordados solares llenos de escombros del centro de Salamanca hasta mediados de los años 80 del siglo XX. El nuevo edificio es obra del arquitecto Don Emilio Sánchez Gil.

## Instalaciones
El edificio contemporáneo se divide en dos alas con 7.000 metros cuadrados y tres pisos, en los que se distribuyen una zona con 16 aulas y otra con seminarios, despachos del profesorado y servicios administrativos.
Cuenta además con:
- Salón de Actos “Ángel Rodríguez” con capacidad para 280 personas.
- Sala de Grados, ubicada en la capilla del Colegio de San Pelayo y con capacidad para 40 personas.
- Sala de profesores.
- Sala de reuniones de la Facultad.
- Biblioteca con depósito y sala de lectura.
- Fotocopiadora.
- Laboratorios y salas de reuniones para los distintos Departamentos y áreas que componen la Facultad.
- Cafetería.
- Secretaría del Departamento de Geografía, del Departamento de Historia Medieval, Moderna y Contemporánea y del Departamento de Prehistoria, Historia Antigua y Arqueología
- Secretaría de la Facultad.
- Decanato.

## Departamentos
- Departamento de Geografía
- Departamento de Prehistoria, Historia Antigua y Arqueología
- Departamento de Historia Medieval, Moderna y Contemporánea

## Catálogo de Estudios
Grados y Licenciaturas en extinción de:
- Geografía
- Historia
- Historia del Arte
- Humanidades
- Historia y Ciencias de la Música

## Equipo de Gobierno curso 2014-2015
- Decano: Dr. Francisco Javier Lorenzo Pinar.
- Vicedecanos: Dra. Dª. Amaya Sara García Pérez, Prof. Dr. D. José Ignacio Izquierdo Misiego, Dra. Dña. Izaskun Álvarez Cuartero.

## Personas destacadas
- Luis Agustín García Moreno
- Txaber Allué
- José María Blázquez Martínez
- Gonzalo Bravo Castañeda
- Ángel Carril
- Jesús Luis Cunchillos
- Ángel García Sanz
- Ramón Grande del Brío
- Carlos González Echegaray
- Francisco González Lodeiro
- Delia González de Reufels
- Jesús López Santamaría
- Juan Madrid
- Julio Mangas Manjarrés
- Ángel Montenegro
- Federico de Onís
- Manuel Pérez Ledesma
- Vicente Pérez Moreda
- José Luis Peset
- Alberto Rodríguez Saá
- Luis Enrique Rodríguez-San Pedro Bezares
- José Manuel Roldán Hervás
- Martín Ruipérez Sánchez
- Manuel Salinas de Frías
- Álvaro Torrente
- Salvador Vila Hernández